# Suspensió Christie

Esquema animat de la suspensió Christie segons la seva patent de 1931: Quan la roda (3) troba un obstacle, el braç (1) on va muntada, es mou amunt i pivota sobre l'eix que és unit al casc. Aquest moviment prem el resort (2), que empeny el braç cap a vall.

La suspensió Christie és un sistema de suspensió desenvolupat per l'enginyer estatunidenc J. Walter Christie per als seus dissenys de tancs. Permetia un moviment considerablement més gran que els sistemes convencionals de ballestes que es feien servir, per la qual cosa els seus tancs tenien una major velocitat camp a través. El sistema es va fer servir per primer cop en el seu tanc M1928 i en tots els seus dissenys posteriors fins a la seva mort el 1944.

## Història
Christie advocava per l'ús de tancs lleugers amb una gran autonomia i velocitat dissenyats per creuar les línies enemigues i atacar els seus centres logístics i de comandament a la reraguarda.
Els seus primers dissenys de la dècada de 1920 tenien un pobre resultat a camp través, a causa de la limitada capacitat del seu sistema de suspensió. El principal problema a què es va enfrontar Christie va ser el limitat espai vertical perquè els ressorts poguessin moure's: per a un moviment de 25 cm necessitaria un espai vertical de 50 o 75 cm per al ressort i l'amortidor, que no estaven disponibles en els seus dissenys.
A finals de la dècada de 1920, va concebre una solució millor. Aquesta va ser l'addició d'una maneta, que canviava la direcció del moviment vertical a horitzontal. Les rodes van ser muntades individualment sobre un tub que només podia moure's verticalment, damunt del qual la manovella dirigia el moviment cap enrere. Els ressorts van ser muntats a l'extrem de la maneta, per la qual cosa podien muntar-se a l'interior del casc. El resultat va ser un increment substancial a l'àrea de moviment, de només uns 10 cm en els dissenys originals, a 25 cm al M1928, 35 cm al M1930 i 60 cm al M1932.